# Ágnes Hegedűs
Ágnes Hegedűs (* 13. Februar 1949 in Budapest) ist eine ehemalige ungarische Orientierungsläuferin.

## Leben
Ágnes Hegedűs ist die Tochter des Biologen Ábel Hegedűs sen. und seiner Frau Matild Séra. Ab 1962 war sie Mitglied im Verein BEAC (Budapesti Egyetemi Atlétikai Club) und wurde von Sándor Garay trainiert. Sie absolvierte an der naturwissenschaftlichen Fakultät der Eötvös-Loránd-Universität ein Studium der Chemie und arbeitete ab 1974 als Chemieingenieurin in einem Werk der pharmazeutischen Fabrik Chinoin in Nagytétény. 
Ihre Geschwister Ábel Hegedűs jun., András Hegedűs und Aletta Hegedűs waren ebenfalls Orientierungsläufer.

## Sportliche Erfolge
Hegedűs gewann bei den Weltmeisterschaften 1970 in Friedrichroda mit der ungarischen Staffel (zusammen mit Magda Horváth und Sarolta Monspart) die Silbermedaille. Im Einzel wurde sie Sechste. Bei den nächsten beiden Weltmeisterschaften konnte sie sich nicht mehr im vorderen Feld platzieren, mit der Staffel wurde sie 1972 Vierte. 

### Platzierungen
Weltmeisterschaften:
- 1968: 29. Platz Einzel
- 1970: 6. Platz Einzel, 2. Platz Staffel
- 1972: 23. Platz Einzel, 4. Platz Staffel
- 1974: 33. Platz Einzel